# Gilles Pargneaux

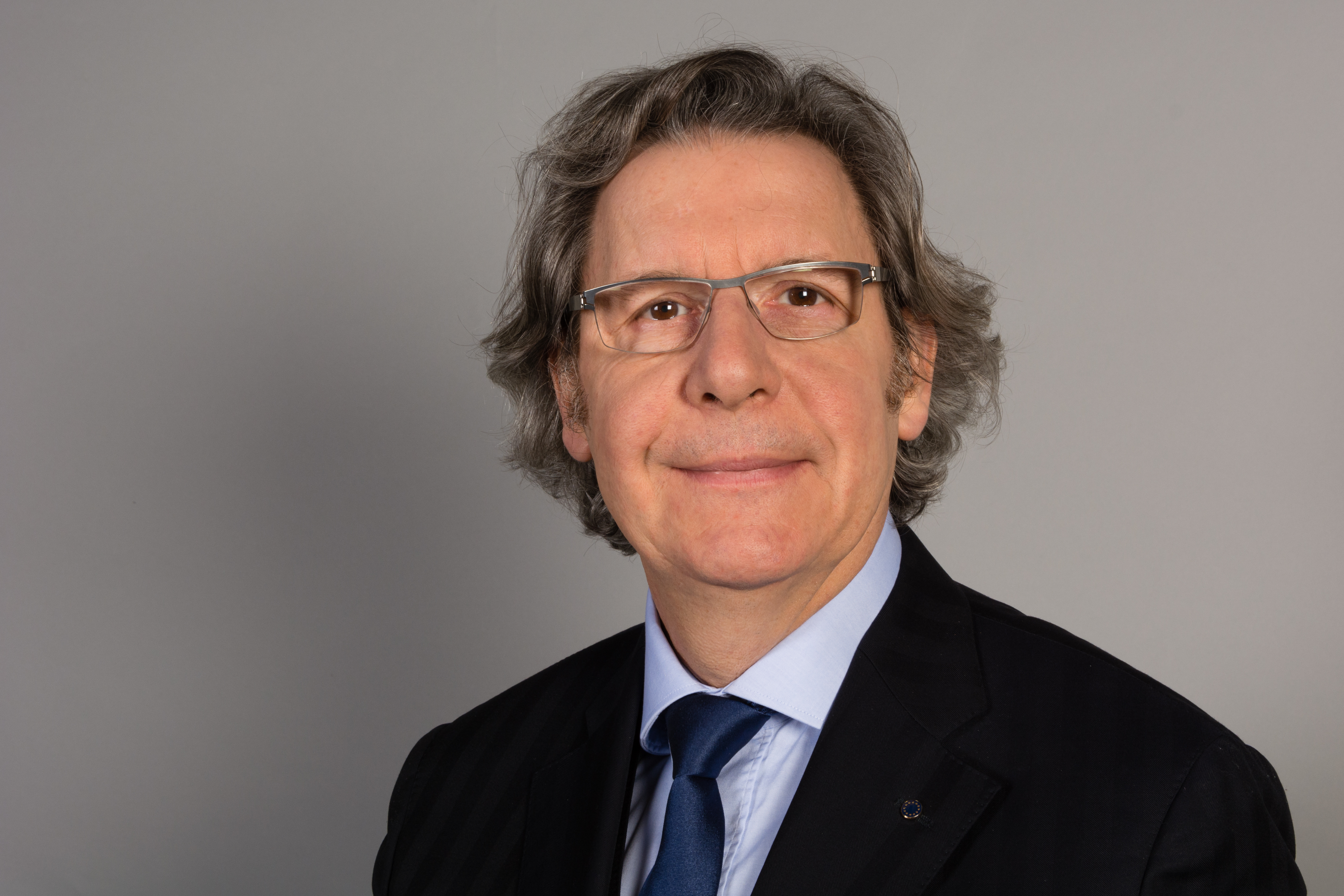
Gilles Pargneaux

Gilles Pargneaux (ur. 24 marca 1957 w Harcigny) – francuski polityk, prawnik, deputowany do Parlamentu Europejskiego VII i VIII kadencji.

## Życiorys
Z wykształcenia prawnik, uzyskał doktorat, a także uprawnienia adwokata. Od lat 70. działał w Partii Socjalistycznej, był długoletnim asystentem parlamentarzysty Bernarda Derosiera. Od 2005 pełnił funkcję pierwszego sekretarza socjalistów w departamencie Nord.
W 1995 został zastępcą mera Lille ds. ochrony środowiska i zrównoważonego rozwoju, a w 2001 burmistrzem Hellemmes-Lille. Od 1989 był radnym tej miejscowości, a w latach 1992–1998 radnym regionu Nord-Pas-de-Calais. W 2008 powołano go na wiceprzewodniczącego związku metropolitalnego.
W wyborach w 2009 uzyskał mandat posła do Parlamentu Europejskiego z listy PS. W PE VII kadencji przystąpił do grupy Postępowego Sojuszu Socjalistów i Demokratów, został też członkiem Komisji Ochrony Środowiska Naturalnego, Zdrowia Publicznego i Bezpieczeństwa Żywności. W 2014 został wybrany do Europarlamentu na kolejną kadencję.
W 2018 przeszedł do ugrupowania La République en marche.